# Kênh đào Amsterdam
Amsterdam, thành phố thủ đô của Hà Lan là nơi có khoảng 90 hòn đảo, hơn 100 km kênh đào cùng và 1500 cây cầu. Ba kênh đào chính: Herengracht, Prinsengracht, và Keizersgracht được đào vào thế kỷ thứ 17 trong thời kỳ hoàng kim Hà Lan tạo thành một vành đai đồng tâm của thành phố được gọi là Grachtengordel. Bên cạnh hệ thống kênh đào chính là 1550 công trình tưởng niệm. Khu vực vòng kênh thế kỷ 17 bao gồm Prinsengracht, Keizersgracht, Herengracht và Jordaan được UNESCO công nhận là di sản thế giới từ năm 2010, góp phần vào sự nổi tiếng của thành phố như là "Venice của phương Bắc".

## Lịch sử
Phần lớn hệ thống kênh đào Amsterdam là kết quả của quy hoạch thành phố. Vào đầu thế kỷ 17, với tình trạng nhập cư tăng cao, một kế hoạch toàn diện đã được đưa ra, goi là bốn trục chính, nửa vòng tròn đồng tâm của kênh đào với điểm cuối kết thúc tại vịnh IJ được biết đến với tên gọi "grachtengordel", ba trong số các kênh chủ yếu dành cho phát triển dân cư (Herengracht hoặc Lênh đào Quý tộc; Keizersgracht hoặc Kênh đào Hoàng đế; và Prinsengracht hoặc Kênh đào Hoàng tử) và một kênh đào thứ tư ở vòng ngoài được gọi là Singelgracht nhằm mục đích phòng thủ và quản lý nước. Kế hoạch cũng dự tính tạo các kênh kết nối dọc theo bán kính; những con kênh song song ở phần tư Jordaan chủ yếu để vận chuyển hàng hóa ví dụ như là bia; chuyển đổi theo tình hình hiện tại bên trong vành đai kênh đào từ mục đích phòng thủ sang phát triển dân cư và thương mại; và hơn một trăm cây cầu. Mục đích phòng thủ của Nassau/Stadhouderskade được đảm nhiệm bởi hào nước và đê đất với các cổng tại các điểm trung chuyển nhưng nếu không thì không có công trình xây dựng cấu trúc ở trên.
Việc xây dựng được tiến hành từ tây sang đông, ngang qua bề rộng của bố cục, giống như một cái gạt nước khổng lồ như nhà sử học Geert Mak gọi, không phải từ trung tâm ra ngoài như cách phổ biến. Xây dựng khu vực tây bắc được bắt đầu vào năm 1613 và hoàn thành vào khoảng năm 1625. Sau năm 1664, việc xây dựng ở khu vực phía nam đã được bắt đầu, mặc dù chậm vì suy thoái kinh tế. Phần phía đông của kế hoạch kênh đồng tâm bao phủ khu vực giữa sông Amstel và vịnh IJ đã không thực hiện được trong một khoảng thời gian dài. Trong các thế kỷ tiếp theo, vùng đất chủ yếu dành cho công viên, vườn bách thảo, trại dưỡng lão, nhà hát, các cơ sở công cộng khác và cho đường thủy nhưng chỉ là dự kiến.
Một số bộ phận của thành phố và các khu đô thị đang lấn biển, dễ nhận biết bởi hậu tố của nó là -meer có nghĩa là 'hồ', chẳng hạn như Aalsmeer, Bijlmermeer, Haarlemmermeer, và Watergraafsmeer. Các kênh đào ở Amsterdam hiện được sử dụng cho du lịch, giải trí, nhà nổi và một lượng phương tiện giao thông cá nhân tương đối nhỏ so với các phương thức chính là đi bộ, đường sắt, tàu điện ngầm và xe đạp. Hầu hết song song với các kênh đào là đường ô tô ở cả hai bên.

## Kênh đào chính

### Singel
Singel là kênh đào bao vây thành phố Amsterdam thời Trung Cổ. Nó phục vụ như một con hào quanh thành phố từ năm 1480 đến năm 1585 khi Amsterdam mở rộng ra ngoài Singel. Kênh đào chạy từ vịnh IJ, gần Ga trung tâm Amsterdam, đến quảng trường Muntplein, nơi gặp sông Amstel. Bây giờ nó là kênh đào trong cùng của vành đai kênh bán nguyệt của Amsterdam. Kênh đào không nên bị nhầm lẫn với Singelgracht, kênh đào đã trở thành giới hạn bên ngoài của thành phố trong Thời kỳ hoàng kim Hà Lan trong thế kỷ 17. 

### Herengracht
Herengracht (còn được gọi là Kênh đào Quý tộc hoặc Kênh đào Chúa tể) là kênh đào đầu tiên trong ba kênh đào chính của Amsterdam. Nó được đặt theo cái tên Regenten chỉ những người cai trị Cộng hòa Hà Lan vào thế kỷ 16 và 17. Phần sang trọng nhất của kênh đào này được gọi là Gouden Bocht với nhiều biệt thự rộng gấp đôi, khu vườn bên trong và nhà toa khách tại Keannersgracht. Samuel Sarphati (1813-1868) sống tại ngôi nhà ở số 598 và Pyotr Đại đế đã từng ở lại ngôi nhà số 527 trong chuyến thăm thứ hai tới Amsterdam.

### Keizersgracht

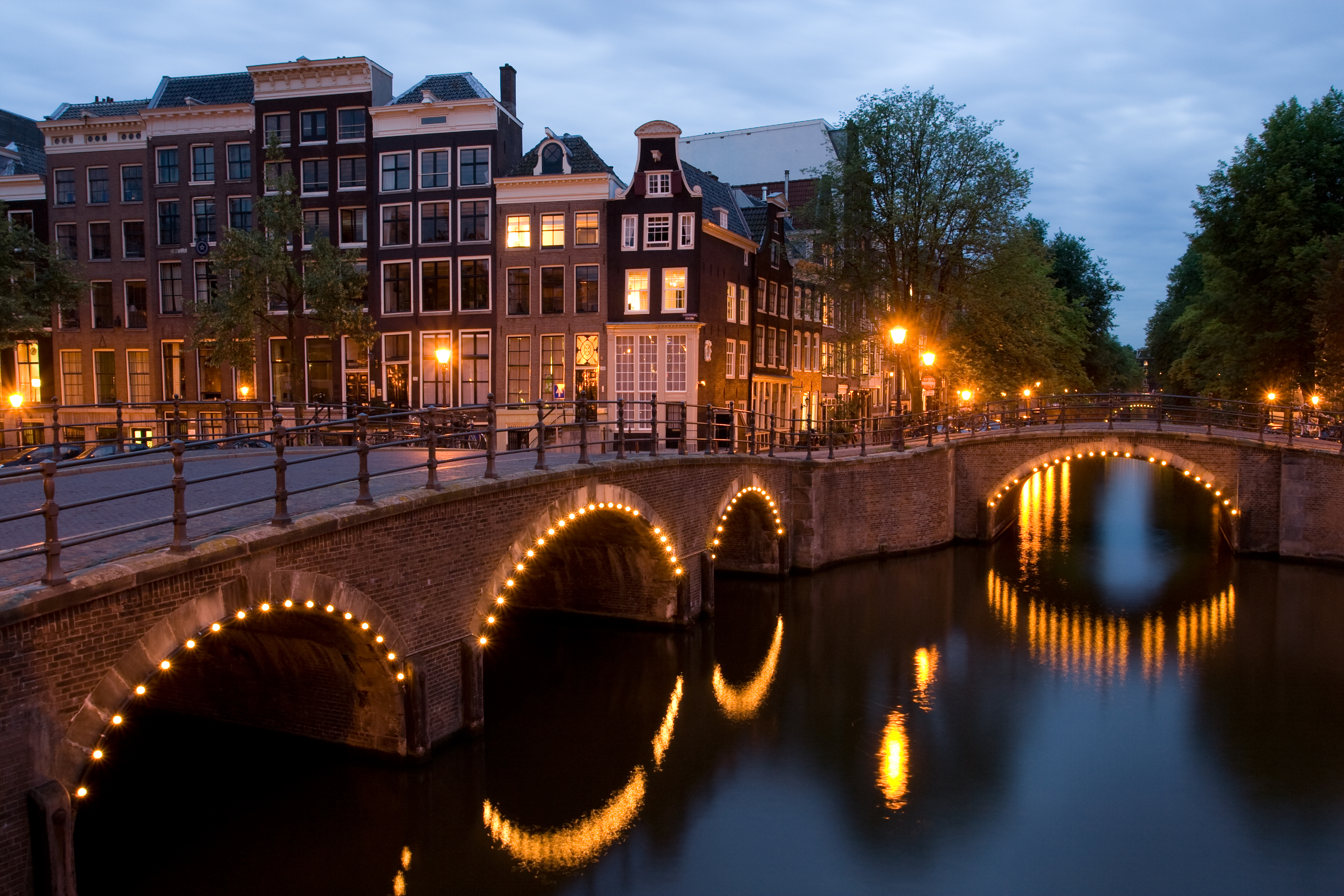
Kênh đào Hoàng đế vào buổi tối

Keizersgracht (theo bản dịch tiếng Anh có nghĩa là kênh đào Hoàng đế) là kênh đào thứ hai và là kênh đào rộng nhất trong số ba kênh đào chính ở trung tâm Amsterdam, ở giữa Herengracht và Prinsengracht. Nó được đặt theo tên của Maximilian I, một hoàng đế của Đế quốc La Mã thần thánh. John Adams ở tại nhà số 529, Heinrich Schliemann làm việc ba năm tại số 71 còn nhà vật lý học Daniel Gabriel Fahrenheit ở số nhà 463-465, và trong chuyến thăm đầu tiên tới Amsterdam năm 1693 Pyotr Đại đế ở tại nhà ở số 317. Đài tưởng niệm Homomonument (Đài tưởng niệm đồng tính) có dạng hình tam giác nằm bên bờ Keizersgracht.

### Prinsengracht

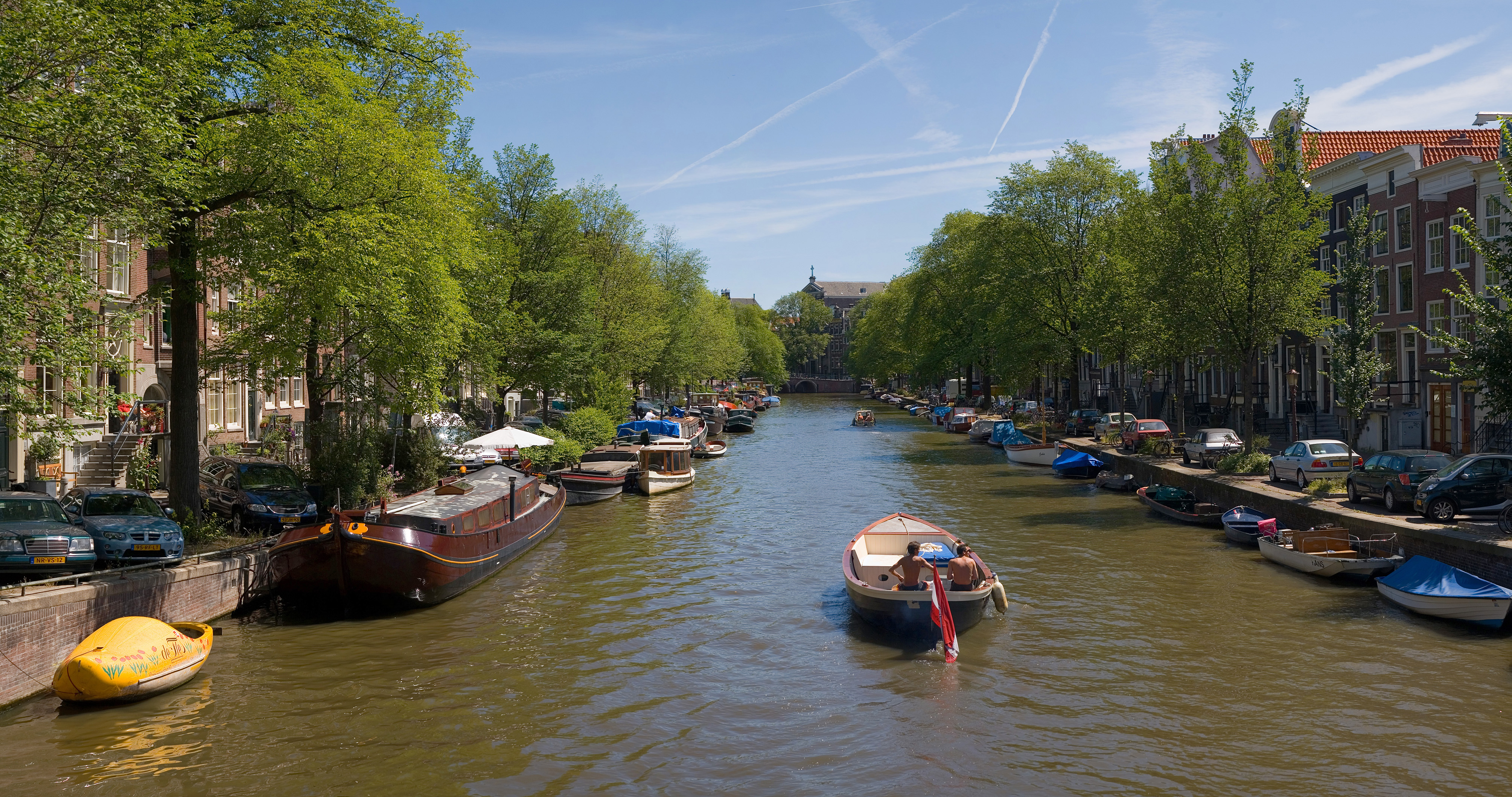
Kênh đào Hoàng tử năm 2006

Prinsengracht (kênh đào Hoàng tử) là kênh đào thứ tư và cũng là kênh đào dài nhất trong số các kênh đào chính của thành phố. Nó được đặt theo tên của Willem van Oranje, vương tước xứ Orange. Hầu hết các ngôi nhà ống cùng nó được xây dựng trong thời kỳ hoàng kim của Cộng hòa Hà Lan. Những cây cầu bắc qua kênh Prinsengracht kết nối với các đường phố ở Jordaan về phía tây và Weteringbuurt về phía đông.
Các tòa nhà đáng chú ý dọc theo Prinsengracht bao gồm Noorderkerk (Nhà thờ phía Bắc), Noordermarkt (Chợ phía Bắc), nhà Anne Frank, và Westerkerk (Nhà thờ phía Tây) là nhà thờ cao nhất Amsterdam. Hàng năm, buổi hòa nhạc Prinsengracht diễn ra ngoài trời được tổ chức trên một cầu phao trên con kênh trước cửa khách sạn Pulitzer.

## Kênh đào khác

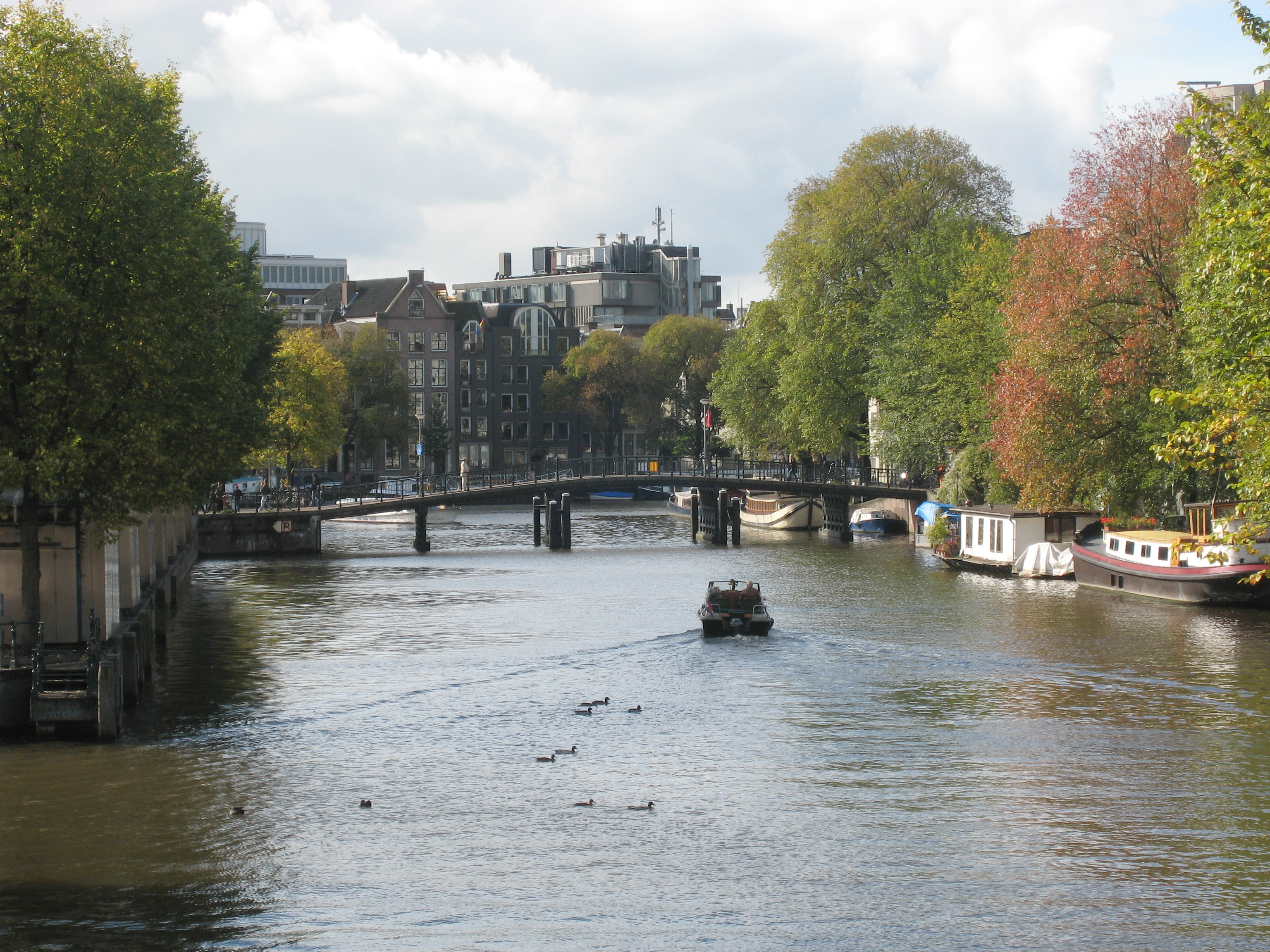
Zwanenburgwal

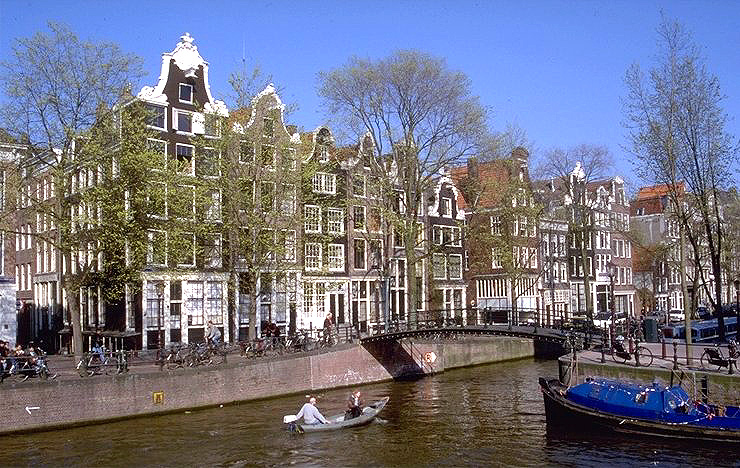
Brouwersgracht

### Zwanenburgwal
Zwanenburgwal là một kênh và đường phố ở trung tâm của Amsterdam. Họa sĩ Rembrandt và triết gia Spinoza đã sống tại đây. Năm 2006, nó được bình chọn là một trong những con đường đẹp nhất ở Amsterdam bởi độc giả của nhật báo Het Parool. Zwanenburgwal bắt đầu từ cống xả Sint Antoniessluis (giữa phố Sint Antoniesbreestraat và Jodenbreestraat) đến sông Amstel. Kênh ban đầu được đặt là "Verversgracht" (kênh Thợ nhuộm) sau khi ngành dệt đã từng thống trị khu vực này. Dệt nhuộm sau đó được treo khô dọc theo con kênh.

### Brouwersgracht
Brouwersgracht là một kênh đào ở trung tâm thành phố Amsterdam và là một phần của vành đai kênh nối Singel, Herengracht, Keizergracht và Prinsengracht, đánh dấu ranh giới phía bắc của vành đai kênh đào. Kênh đào này phục vụ như một địa điểm cho các tàu trở về từ châu Á với gia vị và lụa, do đó Brouwersgracht có nhiều kho hàng và kho lưu trữ hàng hóa của tàu. Tương tự như vậy, một số quan chức của Công ty Đông Ấn Hà Lan đã sống ở đây như Isaak de Graaf (người vẽ bản đồ chính). Nhà máy bia cũng phổ biến trong khu vực này do dễ tiếp cận nguồn nước ngọt. Ngày nay, các nhà kho là những căn hộ, một số có giá đắt đỏ nhất ở Amsterdam. Trên dòng kênh cũng dễ dàng thấy nhiều nhà nổi. Năm 2007, Brouwersgracht được bình chọn là con đường đẹp nhất ở Amsterdam bởi độc giả của Het Parool.

### Kloveniersburgwal
Kapidiersburgwal là một kênh đào chạy về phía nam từ Nieuwmarkt đến sông Amstel ở rìa thành phố thời Trung Cổ. Phía đông trở thành khu vực đông dân cư vào thế kỷ 17 và có một vài biệt thự lớn như là Trippenhuis hiện là Học viện Khoa học và Nghệ thuật Hoàng gia Hà Lan. Kapidiersburgwal rất phổ biến với các quản trị viên của Công ty Đông Ấn Hà Lan khi trung tâm tinh thần của nó nằm tại Oude Hoogstraat cùng với các nhà kho của công ty.

### Brantasgracht, Lamonggracht, Majanggracht và Seranggracht
Đây là bốn kênh đào mới nhất của thành phố khi nó được xây dựng trên đảo Java vào năm 1995. Đó là một hòn đảo nhân tạo trên cảng IJ, phía đông bắc của trung tâm thành phố. Các kênh đào là những tuyến thể hiện sự hiện đại về những ngôi nhà kênh đào cổ điển ở Amsterdam, được thiết kế bởi kiến trúc sư 19 tuổi người Hà Lan. Mỗi ngôi nhà rộng 4,5 mét và cao 4-5 tầng nhưng các thiết kế hoàn toàn độc đáo và thường được giới thiệu trong cẩm nang hướng dẫn du lịch Amsterdam mặc dù nó nằm ngoài hầu hết các địa điểm chính của khách du lịch. Tại đây có 9 cây cầu bằng kim loại được trang trí công phu thiết kế bởi vợ chồng nghệ sĩ Guy Rombouts và Monika Droste nhằm giúp những người đi bộ và xe đạp đi qua con kênh.